# هوغو سوزا
هوغو سوزا (4 يونيو 1992 في البرتغال - ) هو لاعب كرة قدم برتغالي في مركز الدفاع. شارك مع منتخب البرتغال تحت 19 سنة لكرة القدم ومنتخب البرتغال تحت 20 سنة لكرة القدم. أما مع النوادي، فقد لعب مع أيل ليماسول وسبورتينغ لشبونة ب وفاسلاند بيفيرين ونادي براشوف وAEP Paphos FC ‏.

## وصلات خارجية
- هوغو سوزا على موقع قاعدة بيانات كرة القدم.إي يو (الإنجليزية)
- هوغو سوزا على موقع Soccerway.com (الإنجليزية)